# Полупрофессионал
Полупрофессионал (англ. semiprofessional, semi-professional, жаргонизм — semi-pro) — термин, обозначающий человека, который зарабатывает себе средства на жизнь не только основной профессией, но и дополнительными (побочными); или не вполне владеет какими-то профессиональными навыками. Это отличает человека в финансовом плане от профессионала и любителя. Считается, что термин впервые появился в спортивной среде, и сейчас чаще применяется именно там.

## В спорте
Возможно, этот термин появился в США в XIX веке. Так, в 1869 году в городе Цинциннати местная бейсбольная команда «Ред Стокингс» впервые начала платить игрокам деньги за участие в матчах (но небольшие). Первые полупрофессиональные команды американского футбола появились в конце 1880-х годов. Спортсмен-полупрофессионал получает некоторую плату за свою игру (т. е. он уже не считается любителем), но занимается спортом неполный рабочий день, как правило, из-за низкого уровня оплаты труда.
В начале и середине 20-го века полупрофессионализм среди спортсменов и команд был гораздо более распространён, чем сегодня. Это происходило из-за желания поддержать любительский статус спортсменов для участия, например, в Олимпийских играх, что в некоторых видах спорта по-прежнему актуально (хотя в конце XX века в олимпиадах было разрешено участие профессионалов в большинстве видов программы), а такие получать государственные или спонсорские стипендии или дотации (что часто являлось заменой официальной зарплаты).
В национальных чемпионатах по командным видам спорта (футбол, хоккей и др.) полупрофессионалами являются команды, выступающие в промежуточном уровне системы национальных лиг.

## Примеры общего употребления
Аналогично полупрофессионалами могут называть художника, фотографа или музыканта, которые получают некоторый доход от своего творчества, но вынуждены зарабатывать где-то ещё. В бизнесе есть понятие полупрофессиональный инструмент или оборудование, что обозначает продукты, которые лежат между любительским и профессиональным уровнями качества и стоимости (например, полупрофессиональный фотоаппарат).